# Antun Bauer (érsek)
Antun Bauer (Breznica, 1856. február 11. – Zágráb, 1937. december 7.), horvát katolikus pap, teológus, filozófiai író, akadémikus, egyetemi tanár, a Zágrábi Egyetem rektora, Zágráb érseke.

## Élete és munkássága
Egy nem túl gazdag, a nyugat-magyarországi Cinfalváról Horvátországra visszatelepült horvát család tizenöt gyermeke közül a harmadikként, egyben első fiúként született. Apja a Varasd melletti zamlakai Erdődy-birtokon egy tejgazdaságban dolgozott. Az általános iskolát Jasztrebarszkán kezdte, ahol apai nagyszülei éltek, de második osztályos korában visszatért Varasdra, ahova szülei költöztek. Varasdon járt gimnáziumba, melyet aztán 1875-ben Zágrábban fejezett be, ahol teológiát kezdett tanulni. Teológiatanára Josip Stadler külföldre (Rómába, vagy Louvainba) kívánta küldeni a tehetséges fiút, de ő Budapestre ment, és ott szentelték pappá 1879. július 27-én.  Ezután Bécsben tanult, és ott szerzett teológiai doktorátust 1883-ban.
1882-ben visszatérve Zágrábba hitoktató lett. 1884 és 1887 között a zágrábi Klasszikus Gimnáziumban tanított, majd 1887-től a Zágrábi I. Ferenc József Egyetem Teológiai Karának professzora volt, ahol filozófiát és apologetikát tanított. Már 1886-ban, 30 évesen szerkesztette az érsekség által kiadott „Katolički list” című vallásos folyóiratot. Egyetemi tanári tevékenysége idején kezdett foglalkozni filozófiai művek írásával. 1892-ben jelent meg „Naravno bogoslovje” (Természetteológia), majd két évvel később „Obća metafizika ili ontologija” (Általános metafizika vagy ontológia), 1897-ben pedig „Wundtov metafizički sustav” (Wundt metafizikai rendszere) című műve. Ez utóbbival akadémiai tagságát is megalapozta. 1896-tól az akadémia levelező, 1899-től pedig rendes tagja volt.
Az 1905/1906-os ciklusban a teológiai kar dékánja, 1906/1907-es ciklusban a zágrábi egyetem rektora lett. Aktívan részt vett a politikai életben (1885-1911) az ellenzékben a Jogpárt országgyűlési képviselőjeként, majd a horvát-szerb koalíción belül a jobboldali csoport képviselőjeként tevékenykedett. Skolasztikus módszertan alkalmazásával kortárs foglalkozott filozófiai problémákkal, közben vallásos folyóiratokban publikált, filozófiai és teológiai értekezéseket írt. 1911-ben a megromlott egészségű Posilović érsek koadjutorává nevezték ki, Posilović halála után pedig 1914-ben zágrábi érsek lett.
Érsekségének kezdeti időszakára esett az első világháború és az Osztrák–Magyar Monarchia széthullása. Mély hitű és őszinte jámbor ember volt. Neki köszönhető, hogy a háború miatt 1915-ben bezárt római Szent Jeromos Pápai Horvát Intézet 1924-től újra működik. Ünnepélyesen nyitotta meg 1925-ban az első Horvát Eucharisztikus Kongresszust Zágrábban és aktívan részt vett a Horvát Királyság millenniumi ünnepségén. Akšamović diakovári püspökkel közösen Zágrábban papi szemináriumot és gimnáziumot építtetett. Támogatta a Karitász újraalapítását. Az 1935-ös választások után Bauer érsek személyesen tiltakozott Pál régenshercegnél a horvát lakosság elleni erőszak ellen, hangsúlyozva, hogy az ilyen cselekmények ellentétesek az erkölcsökkel, és üldözésnek minősítette őket. Életének utolsó éveiben az öröklési joggal rendelkező koadjutor érsek, Alojzije Stepinac vette át a Zágrábi főegyházmegye valódi vezetését, aki még nehezebb és drámaibb évek elé nézett, mint elődje. Bauer érsek 1937. december 7-én hunyt el Zágrábban.

## Főbb művei
- Područje materijalizma
- Naravno bogoslovje,
- Teodiceja ili nauka o razumskoj spoznaji Boga,
- Wundtov metafizički sustav,
- Obća metafizika ili ontologija.